# Jean Molinié (homme politique)
Pour les articles homonymes, voir Molinié.
Jean Molinié, né le 10 juin 1868 à Sévérac-le-Château et mort le 1er juin 1936 dans la même commune, est un homme politique français.

## Biographie
D'une vieille famille de jurisconsultes et d'avocats au Parlement, les Molinié de Villeplaine, et arrière-petit-neveu de Pierre-Laurent Monestier, il est député de l'Aveyron de 1919 à 1936.

## Sources
- « Jean Molinié (homme politique) », dans le Dictionnaire des parlementaires français (1889-1940), sous la direction de Jean Jolly, PUF, 1960 [détail de l’édition]